# Harmonieinstrument
Als Harmonieinstrumente werden Musikinstrumente bezeichnet, die mehrere Töne gleichzeitig erzeugen können und damit zusätzlich zu einer Melodiestimme Harmonien spielen können. Abhängig vom musikalischen Kontext sind Harmonieinstrumente daher besonders geeignet, als Begleitinstrumente wie auch als Soloinstrumente eingesetzt zu werden.
Beispiele für Harmonieinstrumente:
- Akkordeon
- Cembalo
- Erzlauten
- Gitarre
- Harfe
- Klavier
- Kontragitarre
- Orgel
- Vibraphon
- Zither

Harmonieinstrumente haben nichts mit dem Begriff der Harmoniemusik zu tun, für welche man ganz andere Instrumente einsetzt, nämlich Holzblasinstrumente.